# Stóriás
Stóriás är en kulle i republiken Island. Den ligger i regionen Norðurland eystra, 300 km nordost om huvudstaden Reykjavík. Toppen på Stóriás är 523 meter över havet, eller 63 meter över den omgivande terrängen. Bredden vid basen är 4,0 km.
Trakten runt Stóriás är nära nog obefolkad, med mindre än två invånare per kvadratkilometer. Det finns inga samhällen i närheten. Trakten runt Stóriás består i huvudsak av gräsmarker.